# L'éclipse du soleil en pleine lune
L'éclipse du soleil en pleine lune er en fransk stumfilm fra 1907 af Georges Méliès.